# Lípa Rabiňačka
Lípa Rabiňačka je památný strom rostoucí v osadě Háj, součásti Habartic, na severu České republiky, ve Frýdlantském výběžku Libereckého kraje.

## Poloha a historie
Strom roste v jihovýchodních partiích Háje u domu číslo popisné 32, což bývala zemědělská usedlost. Západně odtud se nachází silnice číslo III/0352 vedoucí sem od silnice číslo I/13. Severním směrem od lípy pak teče Kočičí potok a za ním se nachází česko-polská státní hranice. Za památný strom byla lípa vyhlášena na základě rozhodnutí městského úřadu ve Frýdlantě vydané 8. dubna 2008, které nabylo právní účinnosti 22. května téhož roku.

## Popis
Jedinec lípy malolisté (Tilia cordata) dosahuje výšky 25 metrů a obvod jeho kmene činí 457 centimetrů. Při jeho vyhlášení za památný strom bylo v jeho okolí stanoveno ochranné pásmo, jež má podobu kruhu mající poloměr ve výši desetinásobku průměru kmene měřené v době vyhlášení stromu ve výšce 1,3 metru nad zemí. Poloměr kruhového ochranného pásma tak činí 14,5 metru.